# Neoeurygenius portoricensis
Neoeurygenius portoricensis es una especie de coleóptero de la familia Anthicidae.

## Distribución geográfica
Habita en Puerto Rico.